# 安養市

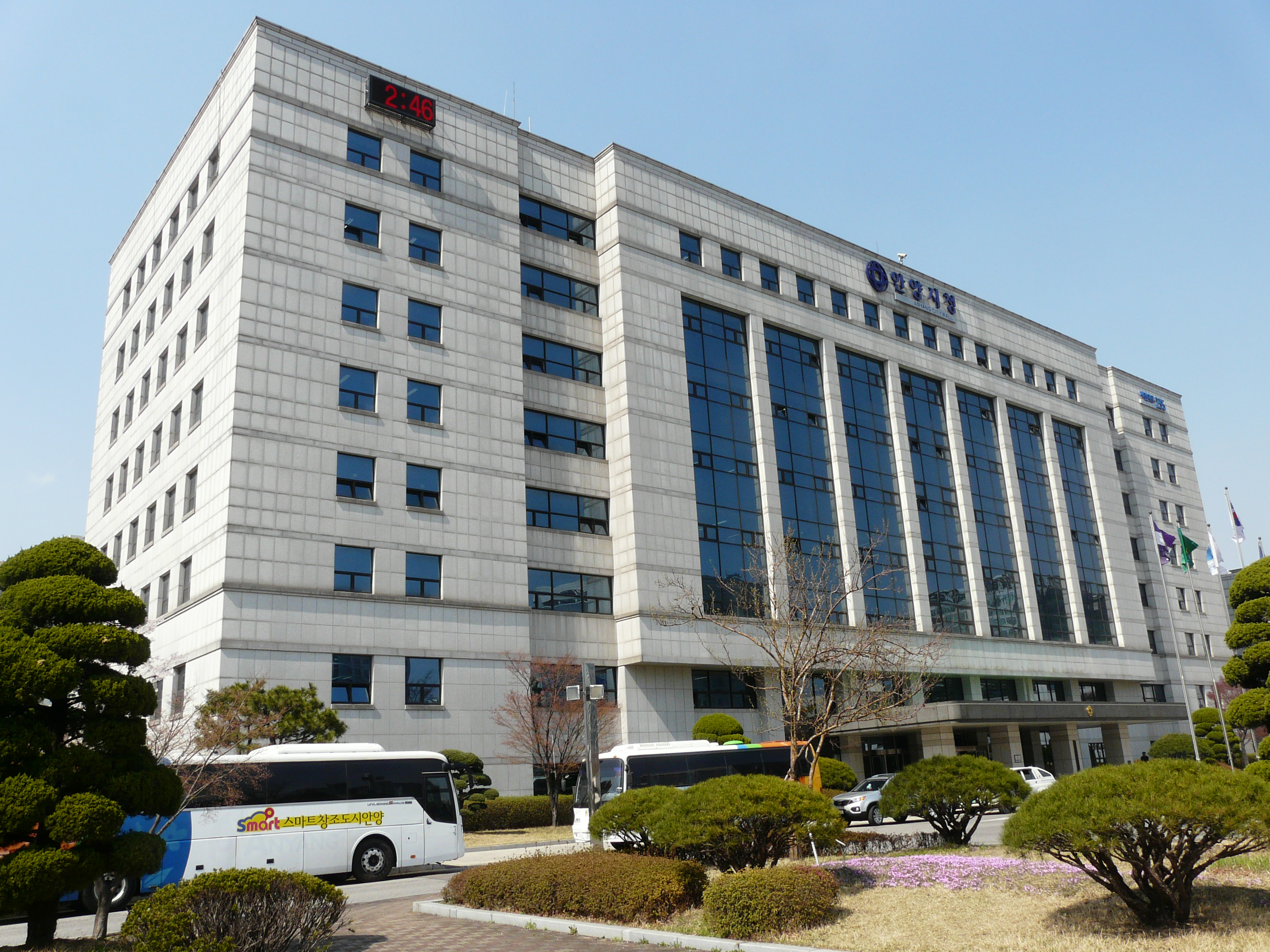
安養市庁

安養市（アニャンし）は、大韓民国京畿道の中央部にある市。大韓民国の地方自治法第175条に基づき、人口50万人以上の市に適用される大都市に指定されている。市名の由来は市内にある安養寺から。

## 歴史
- 1973年7月1日 - 始興郡安養邑が安養市に昇格。
- 1992年10月1日 - 万安区・東安区設置。(2区)
- 1994年 - 東安区の一部が軍浦市・儀旺市に分割編入。(2区)

## 行政

### 警察
- 安養万安警察署
- 安養東安警察署

### 消防
- 安養消防署

## 下位行政区画

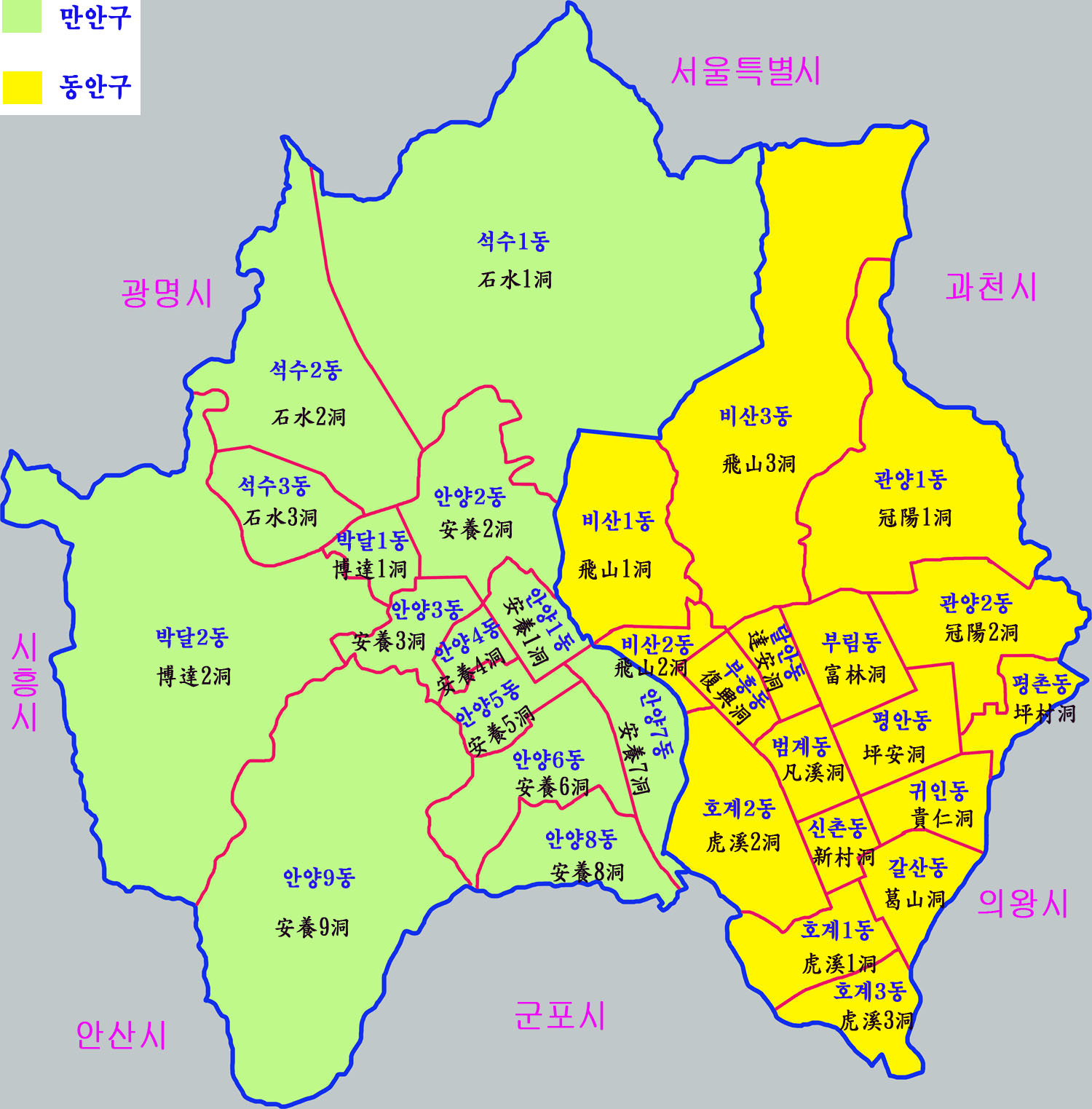
行政区域図

- 万安区（マナンく、緑）
- 東安区（トンアンく、黄）

## 友好都市・姉妹都市
- ハンプトン市（アメリカ合衆国ヴァージニア州）
- ガーデングローブ市（アメリカ合衆国カリフォルニア州）
- 濰坊市（中華人民共和国山東省）
- ソロカーバ市（ブラジル連邦共和国）
- ナウカルパン市（メキシコ合衆国）
- 安陽市（中華人民共和国河南省）
- 所沢市（日本国埼玉県）
- 小牧市（日本国愛知県）

## 交通

### 鉄道
- 広域電鉄1号線（京釜線）
  - 石水駅 - 冠岳駅 - 安養駅 - 鳴鶴駅
- 広域電鉄4号線（果川線）
  - 仁徳院駅 - 坪村駅 - ポムゲ駅

### 高速道路
- ソウル外郭循環高速道路
  - 坪村インターチェンジ
- 第二京仁高速道路
  - 石水インターチェンジ - サムマクインターチェンジ

### 国道
- 国道1号
- 国道47号線 (韓国)（朝鮮語版）

### バス
- 安養市の市外バス（朝鮮語版）